# Antón Lamazares
Antón Lamazares (Galice, Espagne, 1954) est un peintre espagnol de la génération des années 1980, de même que José Mª Sicilia, Miquel Barceló ou Víctor Mira. À travers ses œuvres réalisées sur du bois et du carton, il crée un langage propre depuis l'expérimentation avec des vernis et d'autres matériaux. À partir d'un expressionnisme initial ludique, son style évolue vers l'informalité et l'abstraction, avec une dérive minimaliste dans son étape finale qui accueille le dialogue entre l'âme et la mémoire, la sensualité et la spiritualité, le rêve et la poésie. D'ample projection internationale, ses œuvres ont été exposées dans de nombreuses villes de divers continents et figurent dans les fonds des grands centres d'art comme le Musée National Reina Sofia, le Centre Galicien d'Art Contemporain ou dans celui du Musée d'Art Contemporain de Madrid, ainsi que dans de multiples collections privées et fondations.

## Biographie

### Les premières années: peinture et poésie
(Galice, Espagne. 1954-1977)

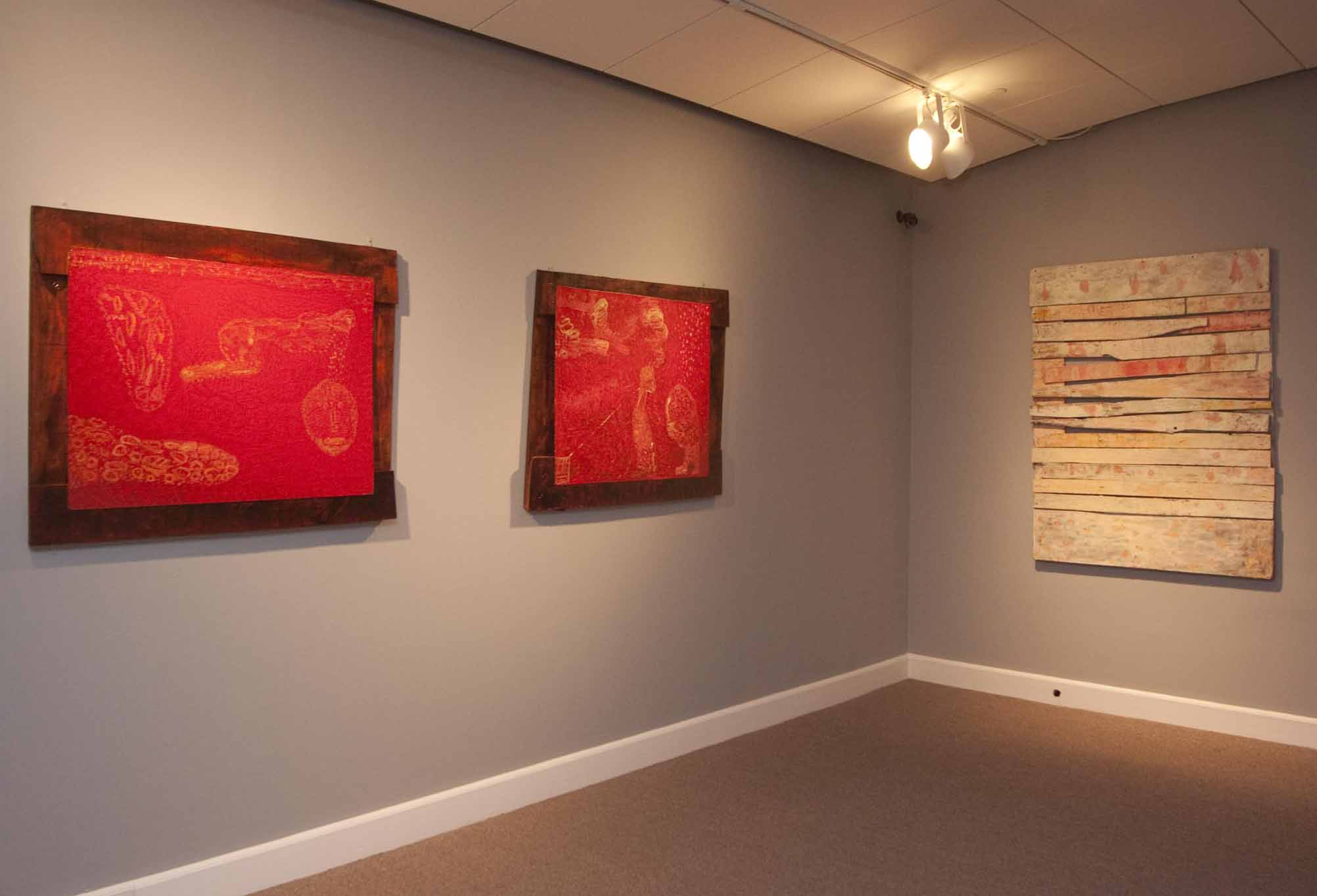
Œuvres des séries Sueño e colorao et Titania e Brao

Antón Lamazares est né le 2 janvier 1954 à Maceira, bourgade de Lalín dans la province de Pontevedra (Galice, Espagne). Cet environnement rural de son enfance laissera une profonde impression dans son imaginaire et son processus créatif. Lamazares réalise la plus grande partie de ses études comme pensionnaire au couvent franciscain de Herbón de 1963 à 1969, ce sont des années où il se consacrera avec ferveur à la lecture de textes littéraires notamment les classiques gréco-latins. À la fin des années 1960, il commence à écrire des poésies et entame une amitié avec l'écrivain Álvaro Cunqueiro et avec les peintres Laxeiro et Manuel Pesqueira qui deviendront ses premières références plastiques. Sa vocation créatrice se déplace peu à peu vers la peinture, choisissant la formation autodidacte. Dans ce sens, en 1972, son long voyage à travers différents pays européens afin d'étudier directement la peinture des maîtres vénérés : Van Gogh, Paul Klee, Rembrandt y Joan Miró, sans oublier Antoni Tàpies, Manuel Millares, Alberto Giacometti et Francis Bacon, ainsi que l'art océanique et médiéval s'avèrera une expérience cruciale.
À son retour il s'installe à Barcelone, ville dans laquelle il travaille comme ouvrier du bâtiment et étudie ses centres d'art, spécialement les collections d'art roman du Musée Marés et du Musée National d'Art de Catalogne. Ensuite il rejoint Madrid où il retrouve son maître Laxeiro et où il fait la connaissance du poète Carlos Oroza, dont l'amitié deviendra essentielle pour le peintre, en effet, l'échange entre peinture et poésie sera constante dans toute son œuvre.
En 1973, Lamazares n'a que 19 ans quand il commence à exposer ses œuvres dans des expositions collectives et individuelles. En 1975, il doit faire son service militaire dans l'Infanterie de Marine au Ferrol (Galice). Le 27 septembre de la même année il est frappé par la nouvelle des dernières exécutions du régime franquiste, à la suite du Procès de Burgos ; l'un des détenus exécutés est son ami Humberto Baena, âgé de 25 ans. À cause de ce tragique épisode Anton plonge dans une profonde dépression et doit être hospitalisé au service de psychiatrie pendant un certain temps où il écrira son recueil de poèmes Adibal.

### De l'expressionnisme et l'artpoveraà la peinturebi-faces
(Madrid-New York, 1978-1989)

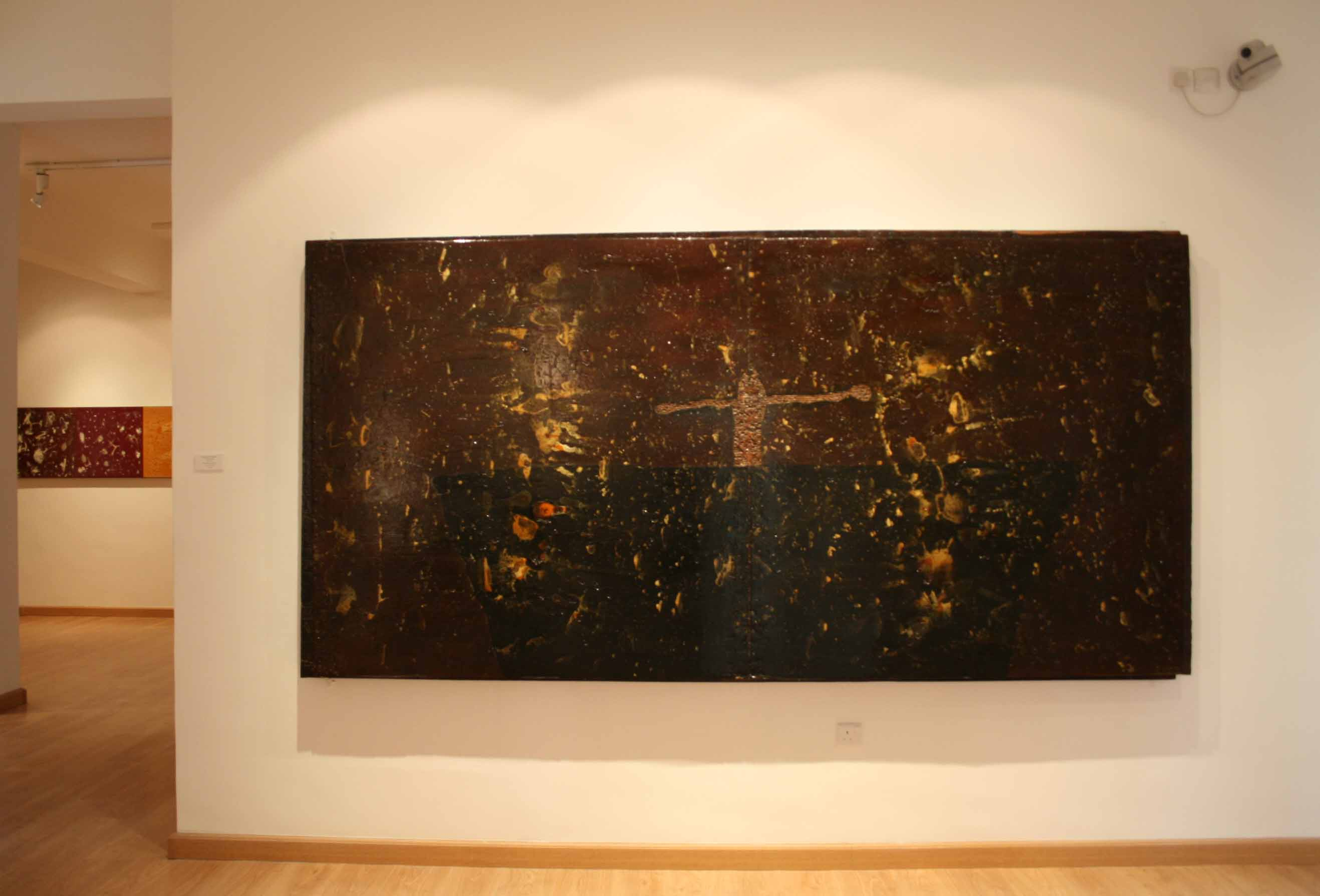
Mauro, de Gracias vagabundas, à la Galerie Nationale de la Jordanie

En 1978 Anton s'installe à Madrid où il se lie d'amitié avec le peintre Alfonso Fraile et la directrice de galerie Juana Mordó, le critique d'art et poète Santiago Amón et le neurologue Alberto Portera qui rassemble et réunit un large groupe d'artistes –écrivains, cinéastes, musiciens et peintres– les fins de semaine dans sa propriété de Mataborricos, dans laquelle Lamazares monte une exposition en plein air en 1979.
Les années quatre-vingt représentent un travail intense ainsi qu'une grande projection : avant son 30e anniversaire l'artiste a déjà conquis son propre espace, dans un panorama tant espagnol qu'étranger. Sur ses œuvres il projette des figures d'esprit ludique et onirique, de ligne expressionniste d'un chromatisme intense et d'une puissante originalité. Ses tableaux sont exposés à la galerie de Juana Mordó à Madrid, à celle d'Elisabeth Franck en Belgique et dans la salle Gaspar de Barcelone. Bientôt Lamazares part pour New York où il restera deux ans grâce à une bourse Fulbright; là sa peinture évolue vers une conception plus épurée qu'il expose à la galerie Bruno Fachetti. Il partage son lieu de résidence entre New York et Salamanque et en 1988 il voyage en Asie Mineure –afin de visiter le temple de Didyme en hommage à l'Hyperion de Hölderlin– et à Istanbul où il se trouve vivement impressionné par lès églises byzantines, leur imagine se perçoit dans les œuvres qu'il présente à la galerie Miguel Marcos et qui sont élaborées par des juxtapositions en bois. En 1990 il prépare une nouvelle série de pièces conçues pour être vues des deux côtés qu'il dénomme bi-faces.

### La peinture sculptée et de grand format
(Paris-Madrid, 1990-2003)

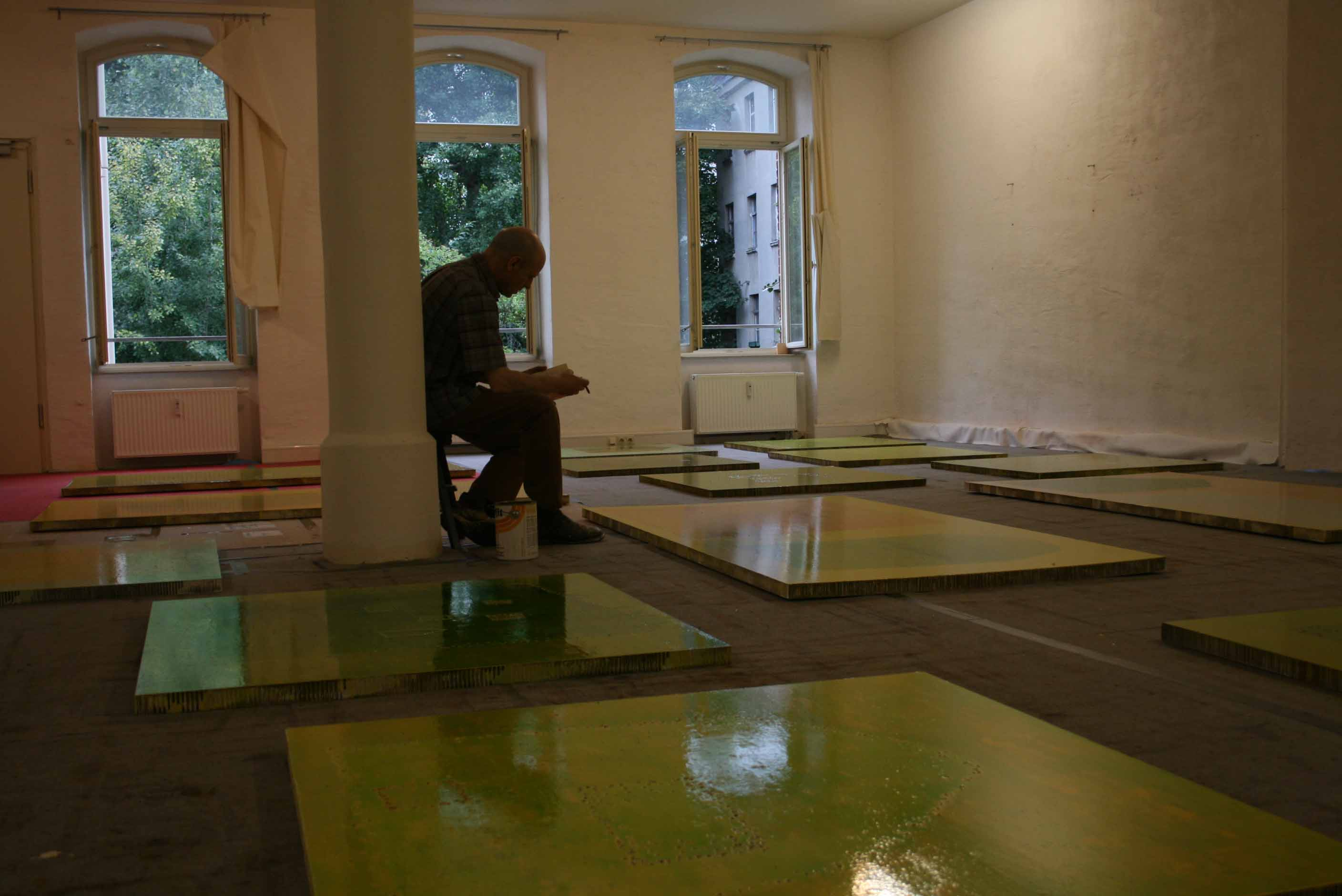
Antón Lamazares dans son atelier

Lamazares s'installe à Paris de 1990 à 1991 avec une bourse de la Cité des Arts et en 1991 il ouvre un atelier à Madrid dans lequel il travaille sur les séries Gracias vagabundas et Desazón de vagabundos. Invité par le Centre Galicien d'Art Contemporain il reste en Galice de mai à novembre 1996 et peint la série Gracias do lugar: Eidos de Rosalía, Eidos de Bama. De juin à novembre 1997, à Santa Baia de Matalobos, il crée en plein air Bés de Santa Baia. En 1998 à Madrid il peint la sèrie Titania e Brao qui rend hommage à l'été de la Castille et ensuite il se consacre à Pol en Adelán.
Il réalise également des travaux d'art graphique, comme les gravures accompagnant cinq textes de Gustavo Martín Garzo dans le livre d'artiste El Canto de la Cabeza ou les lithographies qui accompagnent Itinerarium de Égérie dont Le Monde diplomatique fait l'éloge le nommant livre de l'année en France. En 2001 Lamazares réalise une immense exposition dans la gare maritime de La Corogne, Galice, sous le titre de Un saco de pan duro.
Son œuvre sera sélectionnée pour sa promotion internationale par le programme Art espagnol pour l'Extérieur du Ministère des Affaires Étrangères espagnol avec les œuvres d'autres artistes espagnols comme Antonio Saura, Martín Chirino, Joan Hernández Pijuan, Millares, Pablo Serrano, Jorge Oteiza ou Tàpies. Lamazares voyage à Florence et à Assise pour s'approcher de certaines œuvres de l'art de la Renaissance ainsi que vers l'univers de Saint François à qui l'artiste dédie sa nouvelle série Follente Bemil.

### De l'abstraction au minimalisme poétique
(Berlin, dès 2004)

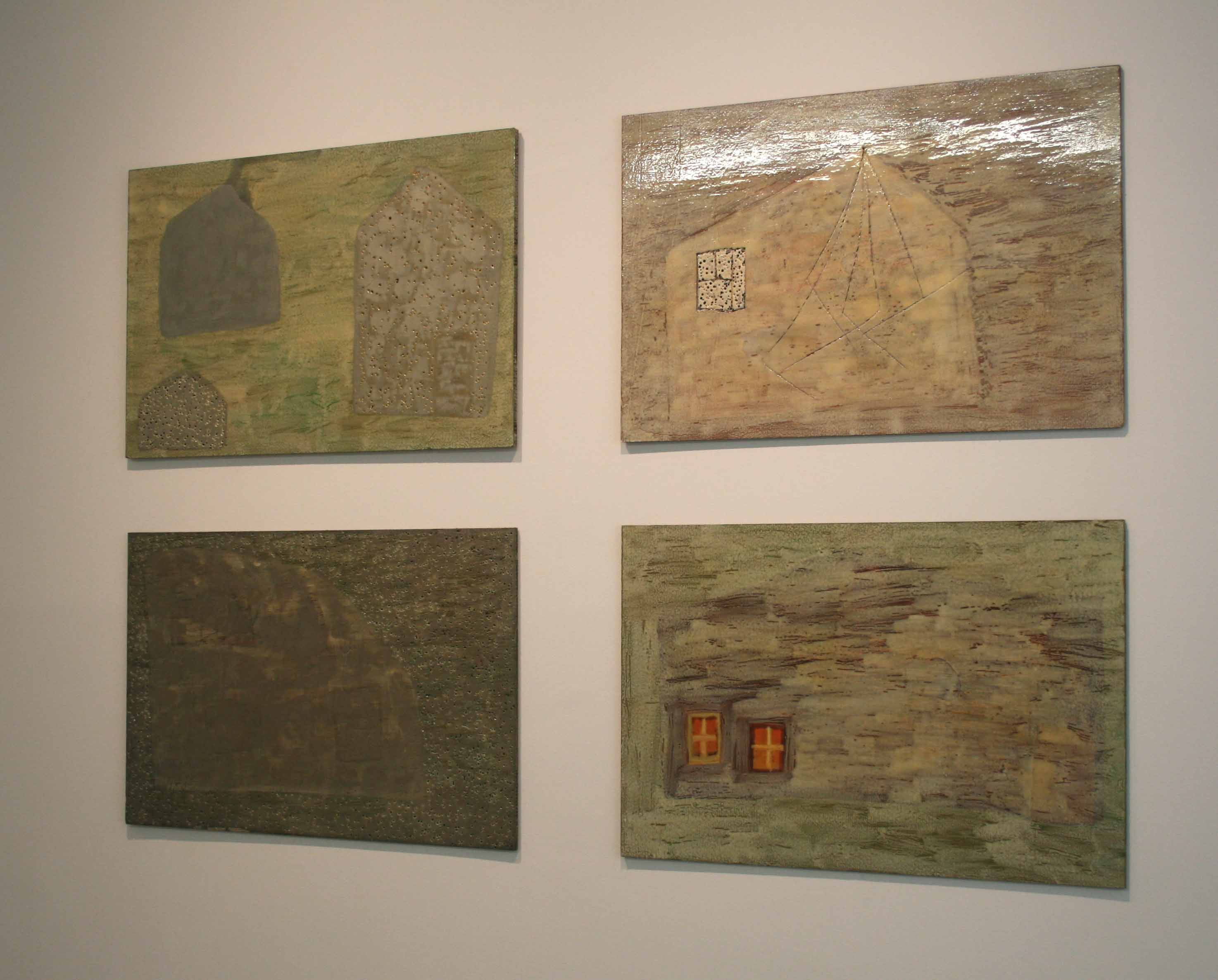
Exposition de Domus Omnia à Saint-Jacques de Compostelle

Il se déplace à Berlin où il réside actuellement. Après le décès de son père, Lamazares commence la série E fai frío no lume (Il fait froid dans le feu), et réalise de grandes expositions en Slovénie, en Hongrie, dans le musée église Kiscelli de Budapest.

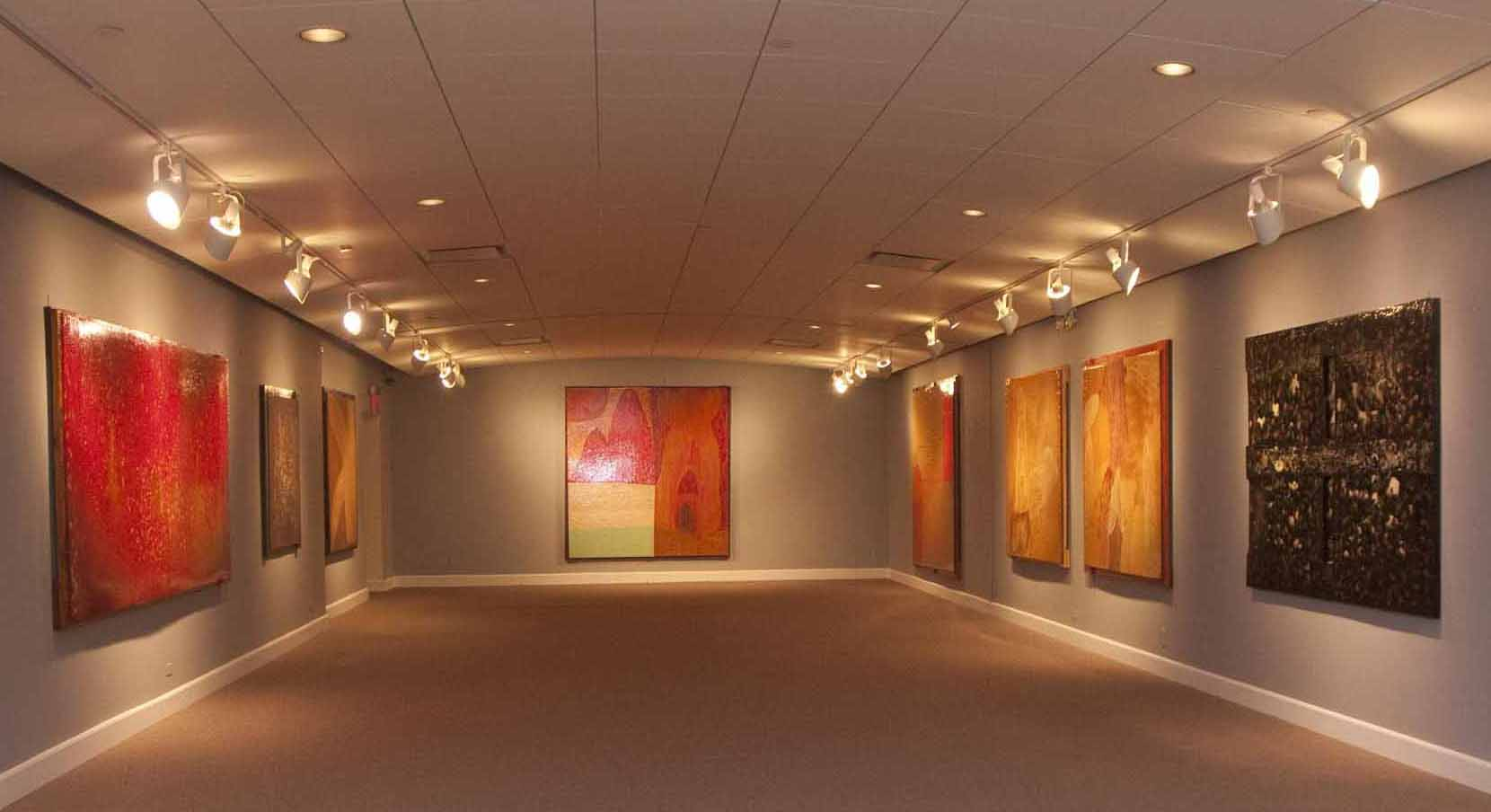
Exposition de Lamazares à New York, 2009

Il se consacre ensuite à la série Domus Omnia et collabore au moyen de ses gravures à deux autres ouvrages d'artiste, à des poèmes d'Oroza: Deseo sin trámite, à une sérigraphie et Un sentimiento ingrávido recorre el ambiente, à cinq lithographies.
En 2008 il expose Horizonte sin dueño (Horizon sans maìtre) à la Galerie Nationale de Jordanie à Amman, ainsi qu'une anthologie de son œuvre graphique à l'Institut Cervantes de Damas (Syrie) où le poète Taher Riyad lui dédie son recueil de poèmes Cantos de Lamazares. En 2009 il expose son travail au Queen Sofia Spanish Institut de New York, et aussi au Centre Culturel de la Députation d'Ourense (Espagne). De même, il participe à une exposition itinérante consacrée au poète Vicente Aleixandre et il recevra le Prix Laxeiro pour son parcours et sa projection internationale. En 2010 son travail est exposé dans l'église de l'Université, à Saint-Jacques-de-Compostelle ainsi qu'à Tui dont le festival international de cinéma –Play-Doc– projette le long métrage Horizonte sin dueño réalisé par Nayra y Javier Sanz (Rinoceronte Films), un parcours dans l'univers de la peinture, la poésie et la nature à travers le regard d'Antón Lamazares.